# 来龙站
来龙站位于中国四川省成都市龙泉驿区成洛大道，是成都地铁4号线的地下岛式车站，于2017年6月2日启用，本站是4号线小交路的终点站。在4号线建设期间，本站曾使用工程名“东三环站”，本站施工方为中国水利水电第十四工程局有限公司。

## 车站构造
来龙站是地下两层单柱双跨岛式车站，全长466米，标准段宽19.7米，深约16米，位于东虹路东侧，成洛路南侧，沿成洛路呈东西布置，车站站台宽11米，有效长度120米，共设置1个换乘通道及4个出入口，2组风亭

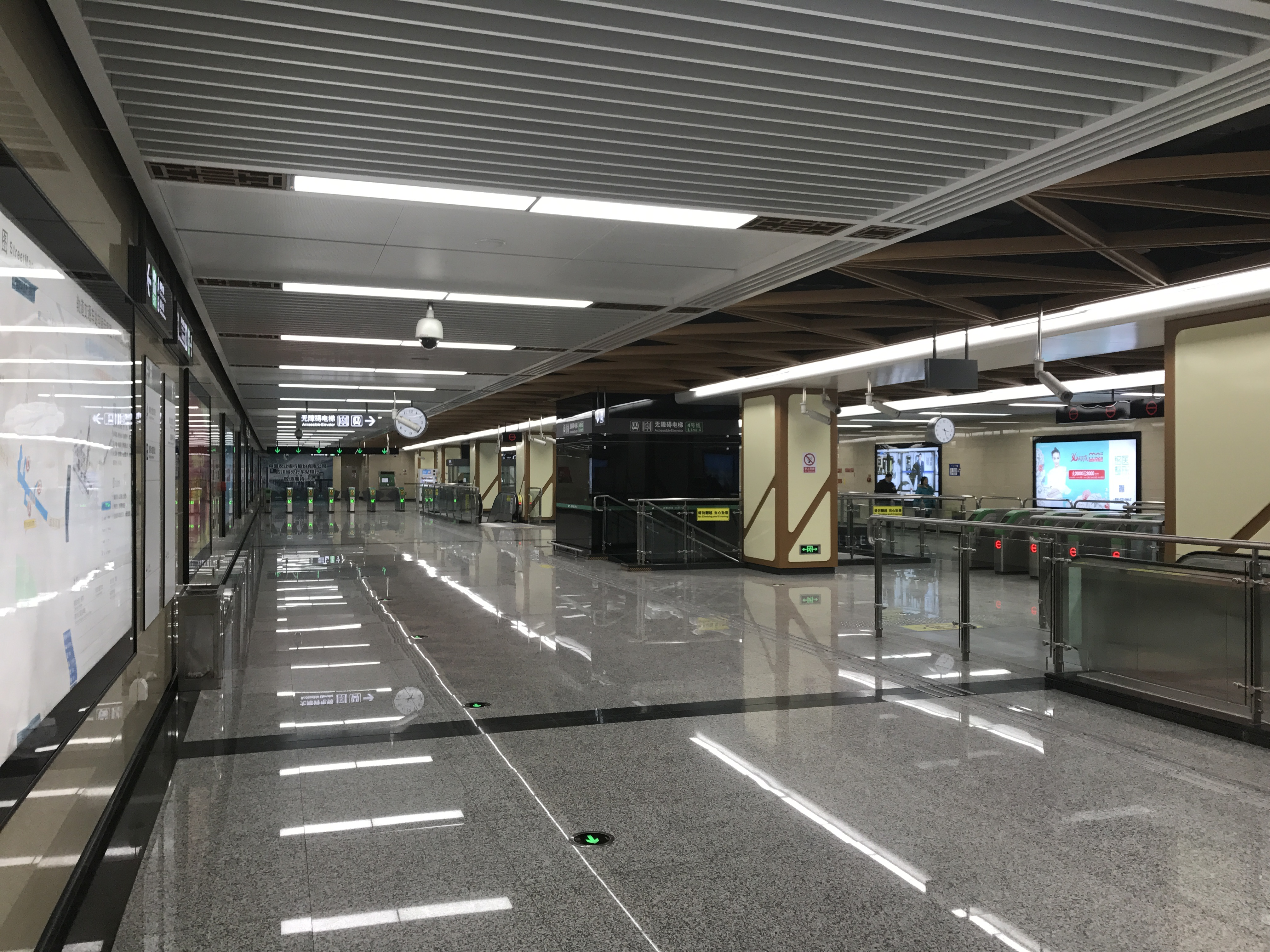
站厅层
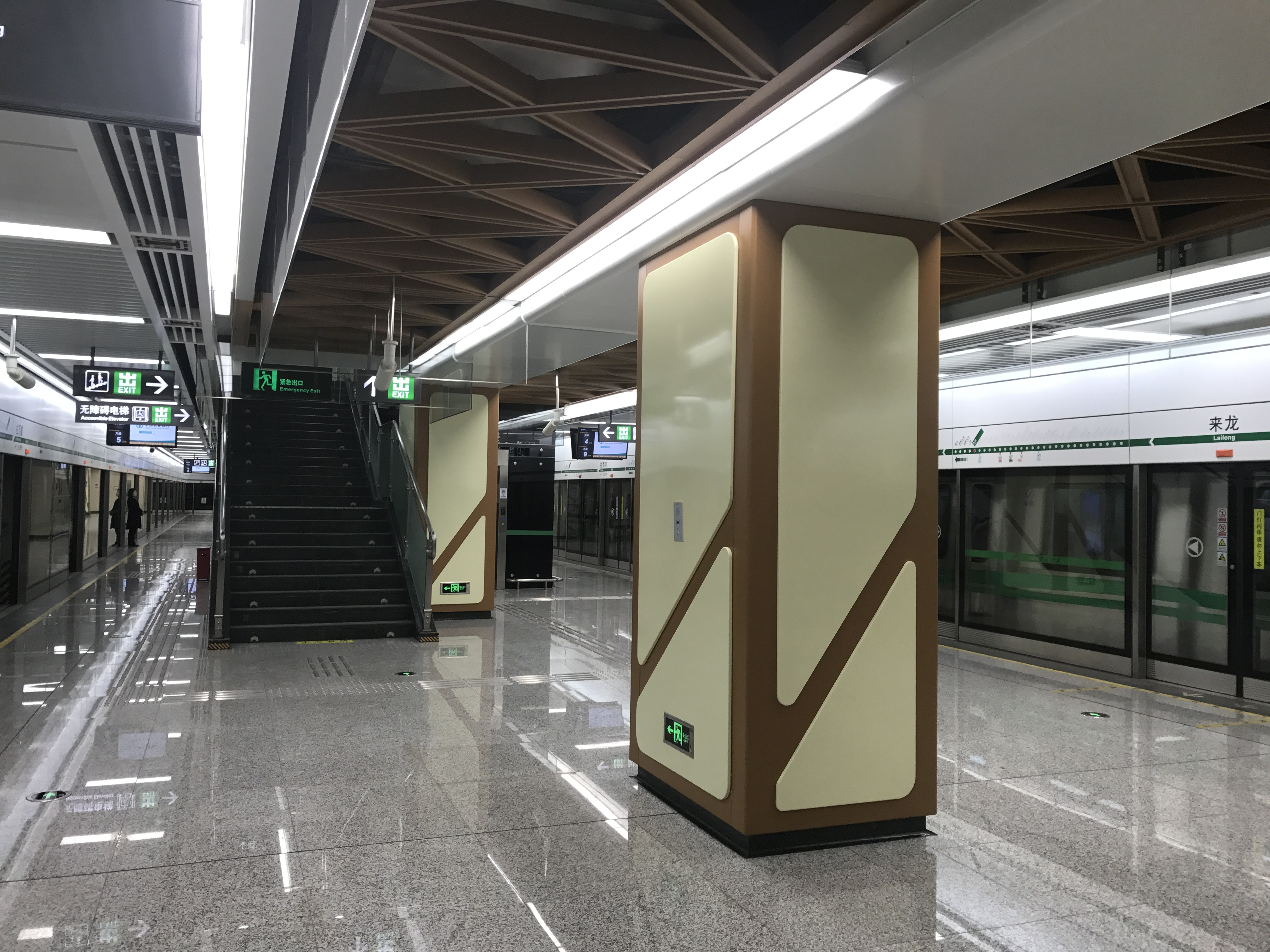
站台层

。车站总建筑面积为21847.2平方米。
| 地面      |                              | 出入口                         |  |
| 地下 一层 | 站厅层                       | 安检、售票机、站内商店         |  |
| 地下 二层 |                              | 4号线列车往万盛方向 （槐树店） |  |
| 地下 二层 | 岛式月台，左边车门将会开启   |                                |  |
| 地下 二层 | 4号线列车往西河方向 （十陵） |                                |  |

- 站厅层
- 站台层

## 出入口信息
本站目前开放3个出入口。
| 出口编号 | 设施                    | 地点     | 可到达目的地     |
| -------- | ----------------------- | -------- | ---------------- |
|          |                         |          |                  |
|          |                         | 成洛大道 | 四川长江职业学院 |
| 出口 · B |                         | 成洛大道 | 竹林尚书         |
| 出口 · D | 无障碍电梯 无障碍卫生间 | 成洛大道 | 东洪路中段       |

## 公交换乘
地铁来龙站：888路；L009路；

## 大事记
- 2013年11月22日，开始打围[7]；
- 2014年9月6日，主体结构首段封顶[4]；
- 2017年6月2日，正式启用[1]。